# Joseph Anthony Zziwa
Mons. Joseph Anthony Zziwa (16. února 1956, Mubende) je ugandský římskokatolický duchovní a biskup diecéze Kiyinda–Mityana.

## Život
Narodil se 16. února 1956 v Mubende. Po teologických studiích byl dne 16. listopadu 1980 vysvěcen na kněze. Poté pracoval v různých funkcích pro arcidiecézi Kampala.
Dne 19. listopadu 2001 byl papežem Janem Pavlem II. jmenován biskupem koadjutorem diecéze Kiyinda–Mityana. Biskupské svěcení přijal 16. března 2002 z rukou Josepha Mukwaya a spolusvětiteli byli Emmanuel Wamala a Christophe Pierre. Úřad biskupa koadjutora vykonával do 23. října 2004 kdy se stal nástupcem Josepha Mukwaya biskupa Kiyinda–Mityana.
Dne 14. října 2010 navštívil Diecézní charitu v Litoměřicích.

## Biskupská genealogie
Následující tabulka obsahuje genealogický strom, který ukazuje vztah mezi svěcencem a světitelem – pro každého biskupa na seznamu je předchůdcem jeho světitel, zatímco následovníkem je biskup, kterého vysvětil. Rekonstrukcím a vyhledáním původu v rodové linii ze zabývá historiografická disciplína biskupská genealogie.
1. Scipione Rebiba
2. Giulio Antonio Santorio
3. Girolamo Bernerio
4. Galeazzo Sanvitale
5. Ludovico Ludovisi
6. Luigi Caetani
7. Ulderico Carpegna
8. Paluzzo Paluzzi Altieri Degli Albertoni
9. Benedikt XIII.
10. Benedikt XIV.
11. Klement XIII.
12. Bernardino Giraud
13. Alessandro Mattei
14. Pietro Francesco Galleffi
15. Giacomo Filippo Fransoni
16. Carlo Sacconi
17. Edward Henry Howard
18. Mariano Rampolla del Tindaro
19. Rafael Merry del Val y Zulueta
20. Arthur Hinsley
21. David Mathew
22. Laurean Rugambwa
23. Emmanuel Kiwanuka Nsubuga
24. Joseph Mukwaya
25. Joseph Anthony Zziwa